# Département de Hucal
Le département de Hucal est une des 22 subdivisions de la province de La Pampa, en Argentine. Son chef-lieu est la ville de Bernasconi.
Le département a une superficie de 6 047 km2. Sa population s'élevait à 7 838 habitants au recensement de 2001 (source : INDEC).

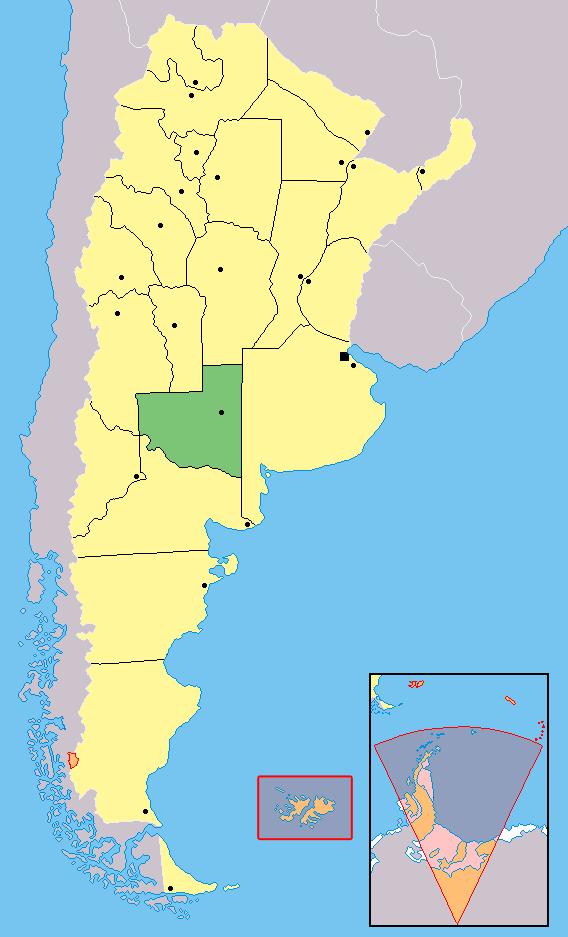
Localisation de la province de La Pampa en Argentine.

## Villes et localités
- Abramo
- Bernasconi, chef-lieu
- General San Martín
- Hucal
- Jacinto Aráuz